# Cándalo
En la mitología griega Cándalo es uno de los helíades, hijo por tanto del dios del Sol, Helios, y de la ninfa Rodo.
Envidioso de la inteligencia y habilidad para las artes de su hermano Ténages, Candalo y algunos de sus otros hermanos conspiraron para darle muerte. En castigo por este crimen tuvo que huir de la isla de Rodas, de la que era cogobernante con su madre y sus hermanos, y establecerse en la de Cos.